# بات وارد
بات وارد (بالإنجليزية: Pat Ward)‏ (28 ديسمبر 1926 في المملكة المتحدة - 2003) هو مدرب كرة قدم ولاعب كرة قدم بريطاني (وحمل سابقاً جنسية المملكة المتحدة لبريطانيا العظمى وأيرلندا) في مركز نصف الجناح. لعب مع ليستر سيتي ونادي كرو ألكساندرا ونادي هيبرنيان وBedford Town F.C. ‏ وغلاسكو بيرثشاير ‏.